# Пиренейски певец
Пиренейски певец (Phylloscopus ibericus) е вид птица от семейство Phylloscopidae.

## Разпространение и местообитание
Разпространен е в Алжир, Буркина Фасо, Гана, Гибралтар, Испания, Мали, Мароко, Португалия, Сенегал, Тунис и Франция.